# Gordon (escravo)
Gordon ou "Whipped Peter" (em português:  Peter Chicoteado; fl. 1863) foi um afro-americano escravizado que escapou de uma plantação da Luisiana em março de 1863, ganhando liberdade quando chegou ao acampamento do Exército da União perto de Baton Rouge. Ficou conhecido como o tema das fotografias que documentam a extensa cicatrização do queloide das suas costas devido às chicotadas recebidas na escravidão. Abolicionistas distribuíram estas fotografias carte-de-visite de Gordon por todos os Estados Unidos e internacionalmente para mostrar os abusos da escravidão.
Em julho de 1863, essas imagens apareceram em um artigo sobre Gordon publicado na Harper's Weekly, o jornal mais lido durante a Guerra Civil Americana. As fotos das costas açoitadas de Gordon forneceram aos nortistas evidências visuais de tratamento brutal de pessoas escravizadas e inspiraram muitos negros livres a se alistarem no Exército da União. Gordon juntou-se às United States Colored Troops logo após sua fundação e serviu como soldado na guerra.

## Fuga
Gordon escapou em Março de 1863 da plantação de 3 000 acres (12 km²) de John e Bridget Lyons, que mantinha ele e quase 40 outras pessoas em escravidão na altura do censo de 1860. A plantação dos Lyons estava localizada ao longo da margem oeste do rio Atchafalaya na paróquia de St. Landry, entre Melville e Krotz Springs, Luisiana, nos dias atuais.
Para mascarar o seu cheiro dos cães de caça que o perseguiam, Gordon pegou cebolas da sua plantação, que ele carregava nos bolsos. Depois de cruzar cada riacho ou pântano, ele esfregava seu corpo com cebolas para afastar seu cheiro dos cães. Ele fugiu por mais de 64 km ao longo de 10 dias antes de chegar aos soldados do Corpo XIX da União do que estavam acampados em Baton Rouge, Luisina.

## Chegada no acampamento da União

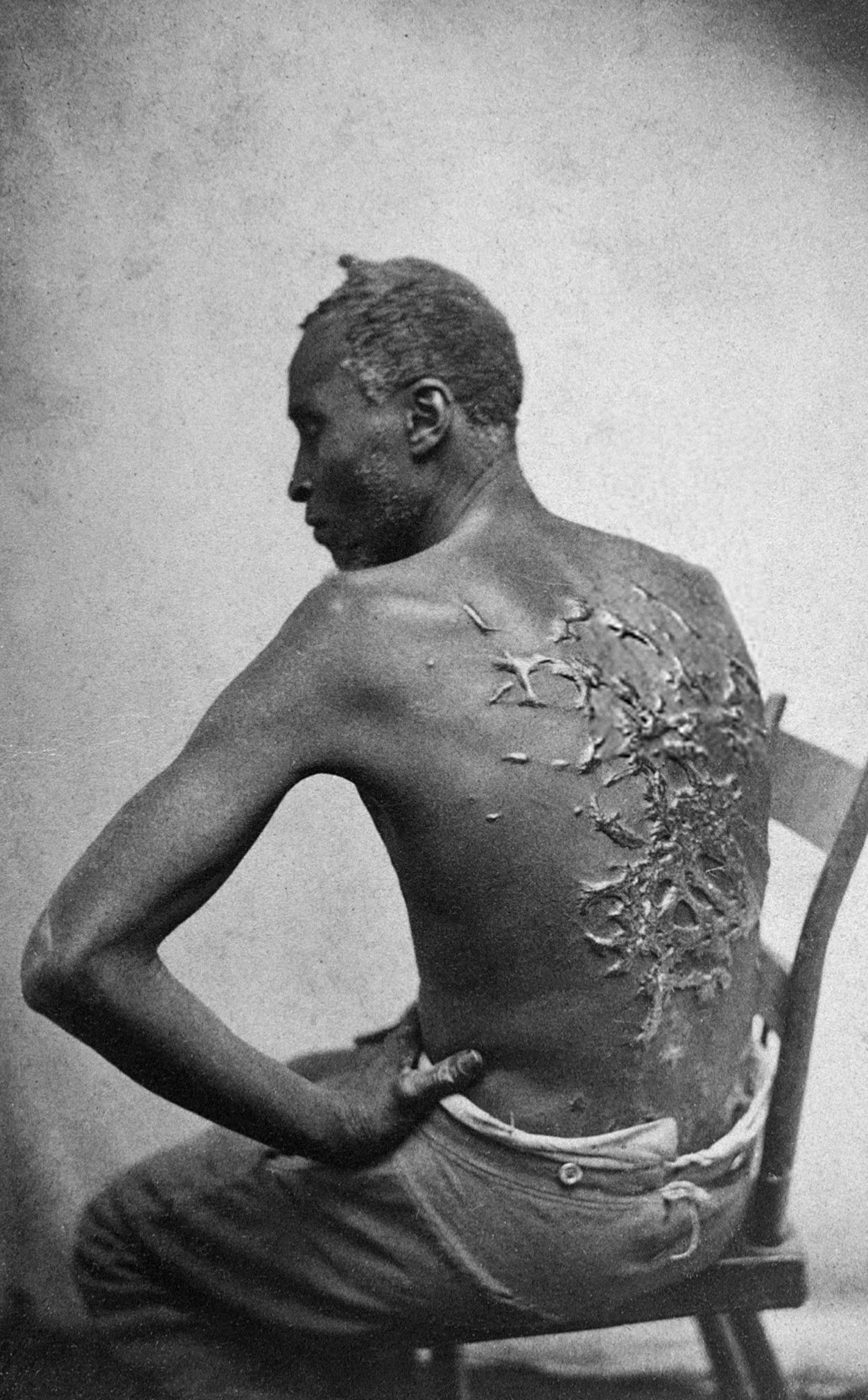
Fotografia de Gordon tirada por McPherson e Olivier em formato carte-de-visite por Mathew Brady

McPherson e o seu parceiro Sr. Oliver, que estavam no acampamento na altura, produziram fotografias carte-de-visite de Gordon mostrando as suas costas.
Durante o exame, Gordon é citado como tendo dito:
Dez dias a partir de hoje, deixei a plantação. O supervisor Artayou Carrier me chicoteou. Fiquei dois meses acamado por causa das chicotadas. Meu senhor chegou depois que fui chicoteado; ele dispensou o supervisor. Meu senhor não estava presente. Não me lembro das chicotadas. Fiquei dois meses de cama, dolorido pelas chicotadas e minha ficha começou a cair — eu estava meio louco. Eu tentei atirar em todo mundo. Eles disseram isso, eu não sabia. Eu não sabia que havia tentado atirar em todo mundo; eles me contaram isso. Queimei todas as minhas roupas; mas não me lembro disso. Eu nunca fui assim (louco) antes. Eu não sei o que me fez ficar assim (louco). Meu senhor veio depois que fui chicoteado; me viu na cama; ele dispensou o supervisor. Eles me disseram que eu tentei atirar em minha esposa primeiro; Eu não atirei em ninguém; Eu não fiz mal a ninguém. Meu mestre é o capitão JOHN LYON, plantador de algodão, em Atchafalaya, perto de Washington, Luisiana. Chicoteado dois meses antes do Natal.

## Serviço no Exército da União

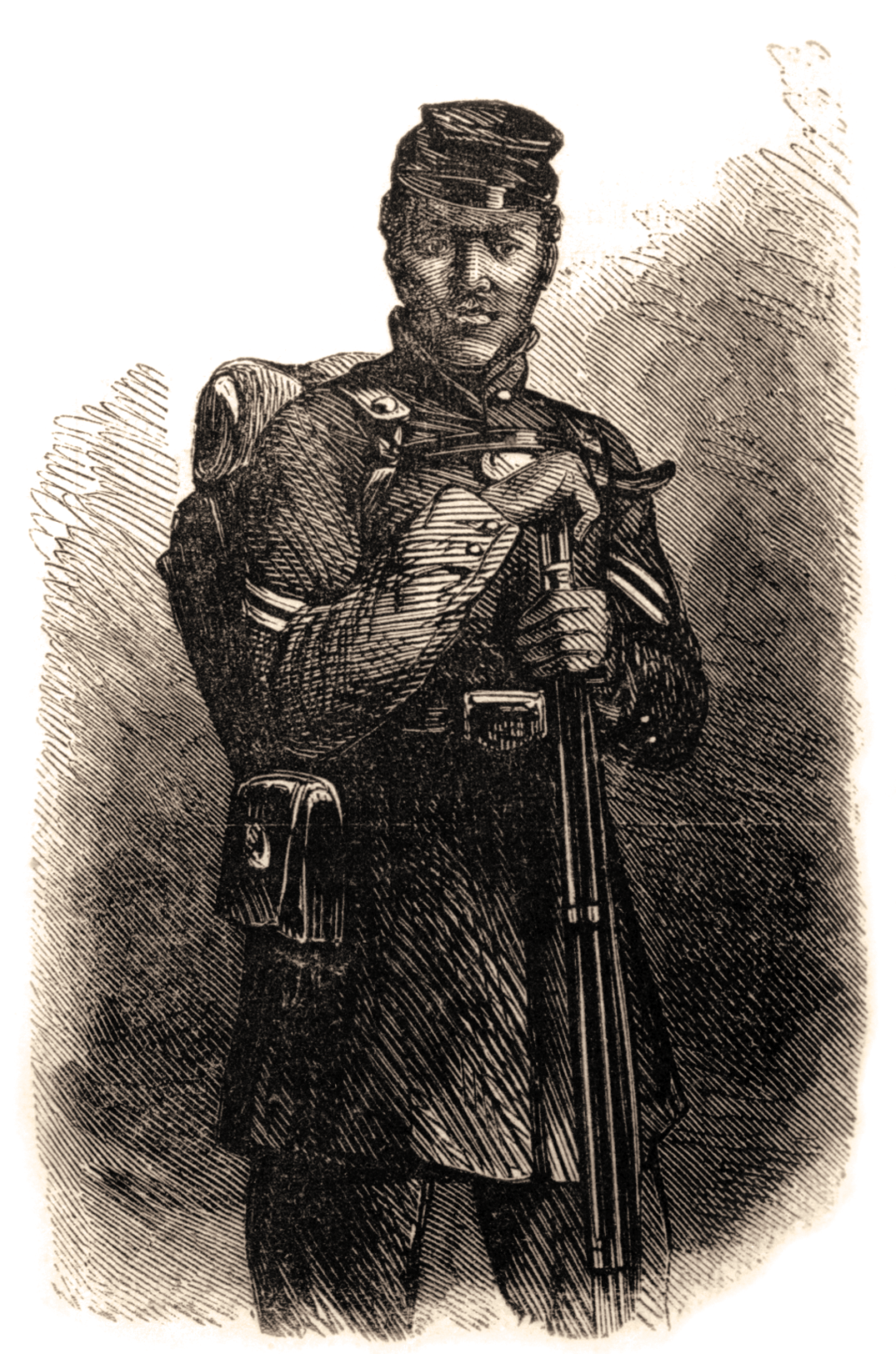
Autoemancipado, Gordon, também conhecido como "Whipped Peter", virou soldado nas Tropas Coloridas dos Estados Unidos, vestindo seu uniforme do Exército da União

Gordon entrou para o Exército da União como guia três meses após a Proclamação de Emancipação que permitiu o alistamento de escravos libertos nas forças militares. Em uma expedição, ele foi feito prisioneiro pelos Confederados; eles o amarraram, bateram nele e o deixaram para morrer. Ele sobreviveu e mais uma vez escapou para as linhas da União. Gordon logo depois se alistou em uma unidade de pessoas de cor da Guerra Civil. Diz-se que ele lutou bravamente como sargento na unidade Corps d'Afrique durante o Cerco de Port Hudson em maio de 1863. Foi a primeira vez que soldados afro-americanos desempenharam um papel de liderança em um ataque.

## Legado
O editor-chefe do The Atlantic James Bennet observou em 2011: "Parte do incrível poder desta imagem penso que é a dignidade daquele homem. Ele está a posar. A sua expressão é quase indiferente. Acho isso notável". Ele está basicamente dizendo: 'Isto é um fato'".
"Eu descobri que um grande número dos quatrocentos contrabandos examinados por mim estava gravemente lacerado, conforme o espécime representado na fotografia anexa." —J.W. Mercer, Cirurgião Assistente do 47.º Regimento de Infantaria de Massachusetts, relatório ao coronel L.B. Marsh, Acampamento Parapet, Luisiana, 4 de agosto de 1863

Apresento aqui uma foto tirada por um artista, da vida, das costas de um negro, exibindo as cicatrizes de uma antiga chicotada. Poucos escritores de sensações retrataram punições piores do que esse homem deve ter recebido, embora nada em sua aparência indique qualquer maldade incomum — mas, ao contrário, ele parece INTELIGENTE e BEM COMPORTADO. [Ênfase de Towle]

—Dr. Samuel Knapp Towle, Cirurgião, 30.º Regimento de Voluntários de Massachusetts, em uma carta datada de 16 de abril de 1863 a William Johnson Dale, cirurgião-geral do estado de Massachusetts. O Dr. Towle foi responsável pelo Hospital Geral dos Estados Unidos com 900 camas, Baton Rouge em 1863.

Ultimamente chegou até nós, de Baton Rouge, a fotografia de um ex-escravo — agora, graças ao exército da União, um homem livre. Representa-o em uma postura sentada, seu corpo robusto descoberto até a cintura, sua bela cabeça e rosto inteligente de perfil, seu braço esquerdo dobrado, apoiado no quadril, e suas costas nuas expostas à vista de todos. Sobre essas costas, horrível de contemplar! é um testemunho contra a escravidão mais eloquente do que quaisquer palavras. Cicatrizada, goivada, reunida em grandes cristas, nodosa, sulcada, a pobre carne torturada destaca-se um registro hediondo do chicote do condutor de escravos. Decorreram meses desde que o martírio foi sofrido, e as feridas sararam, mas enquanto a carne durar, essa marca terrível permanecerá. É uma fotografia tocante, um apelo tão mudo e poderoso que nenhuma outra natureza, a não ser a temperamental, pode olhar para ela impassível. Por mais que muitos homens possam retratar imagens falsas, o sol não mentirá. De provas como esta não há como escapar, e ver é acreditar. Muitos, portanto, desejaram uma cópia da fotografia, e da original várias cópias foram tiradas.
O cirurgião do Primeiro Regimento (colorido) da Louisiana escrevendo para seu irmão na cidade, inclui esta fotografia, com estas palavras:

Envio-lhe a fotografia de um escravo como ele aparece após um chicoteamento. Tenho visto, durante o período em que estive inspecionando homens para meu próprio e outros regimentos, "centenas de tais vistas" — de modo que elas não são novas para mim; mas pode ser novidade para vocês. Se souber de alguém que fale da "maneira humana" em que os escravos são tratados, mostre-lhes por favor esta fotografia. É uma palestra em si.«—Picture of a Slave». The Liberator. Boston, Massachusetts. 12 de junho de 1863. p. 2

Recebemos de Baton Rouge a semelhança fotográfica das costas nuas de um escravo, laceradas pelo chicote ...  Olhamos para a imagem com espanto que não conseguimos encontrar palavras para dizer. Espanto com a crueldade que poderia perpetrar um ultraje como este; da loucura brutal, da ignorância estúpida, que poderia permitir tal ato sem limites; da ausência não apenas de sentimento humano, mas de prudência econômica de senso comum, de inteligência comum, demonstrada em tão frenética negligência. Entre que tipo de pessoas tais coisas são possíveis? ... Esta carta-fotografia deve ser multiplicada por cem mil, e espalhada pelos estados. Ela conta a história de uma forma que nem mesmo a Sra. Stowe consegue abordar; porque conta a história aos olhos. Se ver é acreditar — e é na imensa maioria dos casos — ver esta carta seria equivalente a acreditar em coisas dos estados escravistas que homens e mulheres do Norte moveriam céus e terra para abolir!

—Theodore Tilton, ed. (28 de maio de 1863). «The Scourged Back». The Independent (Nova Iorque). XV (756): 4 
 Reimpressão: «The Scourged Back». The Liberator. Boston, Massachusetts. 19 de junho de 1863. p. 1

## Na cultura popular
- No filme de 2012 Lincoln, o filho de Abraham Lincoln, Tad, vê uma placa fotográfica da foto do exame médico de Gordon à luz de velas.[13]

## Galeria

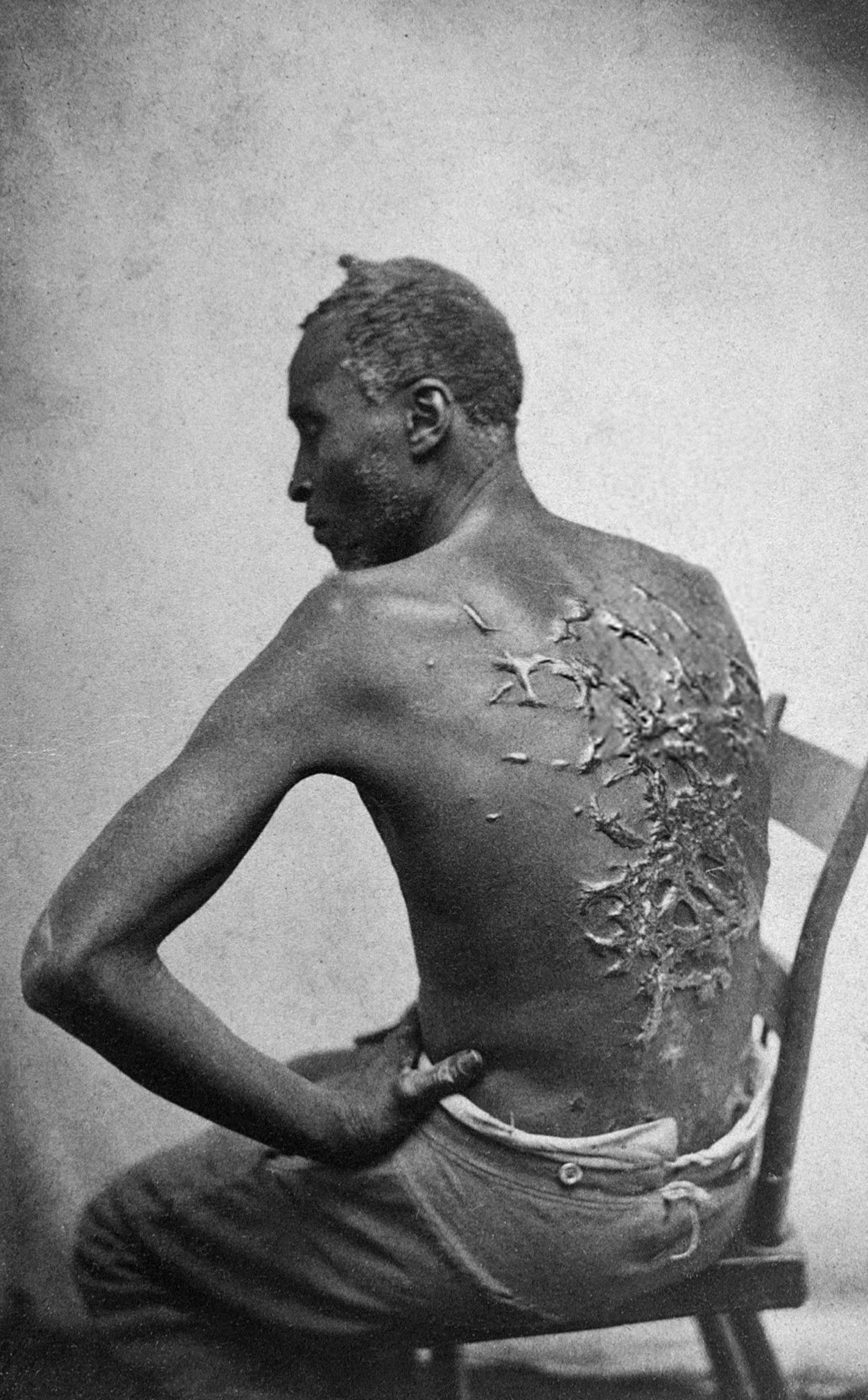
Gordon, costas açoitadas. Fotografia de McPherson e Oliver retocada
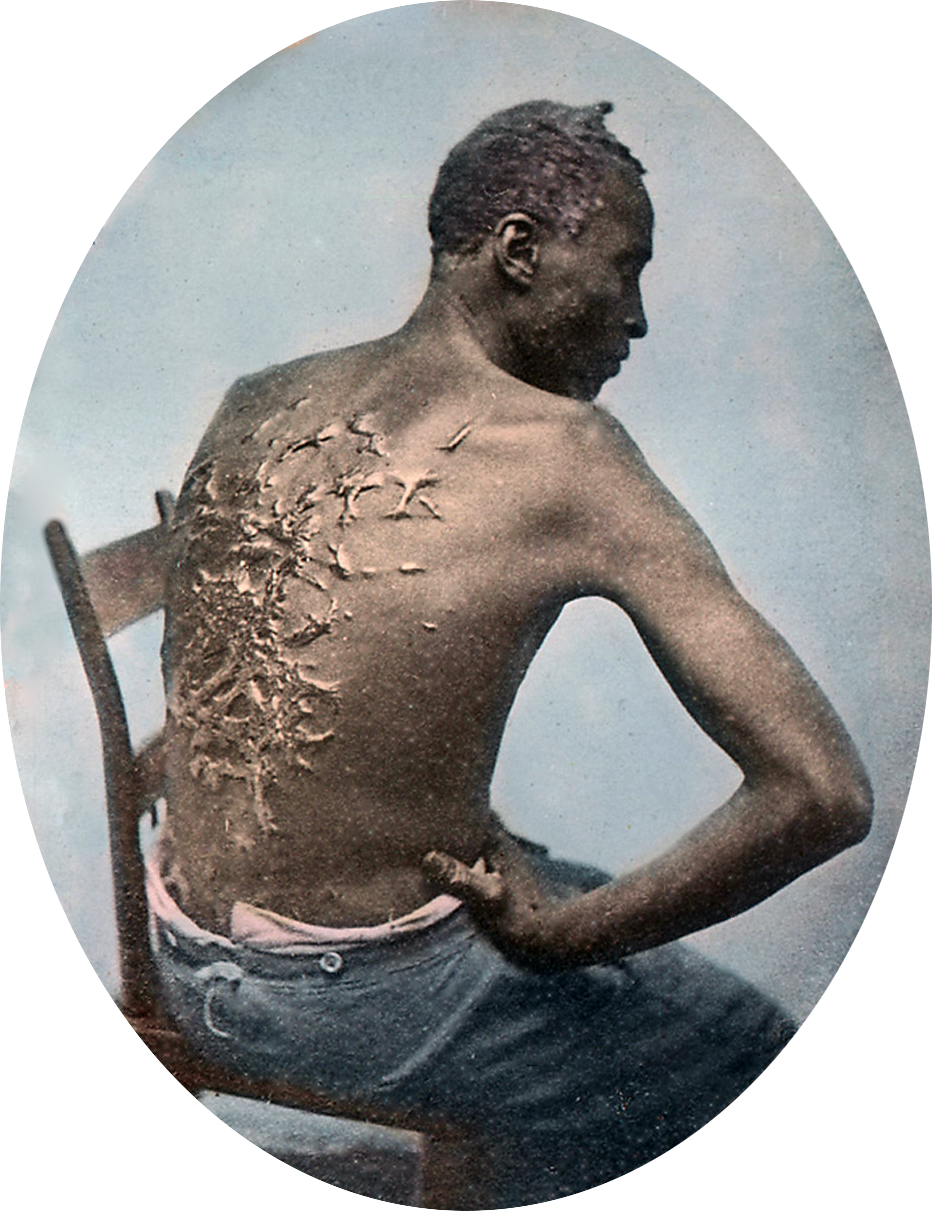
Antigo diapositivo colorido de Gordon durante seu exame médico de 1863 (com a imagem invertida da esquerda para a direita)
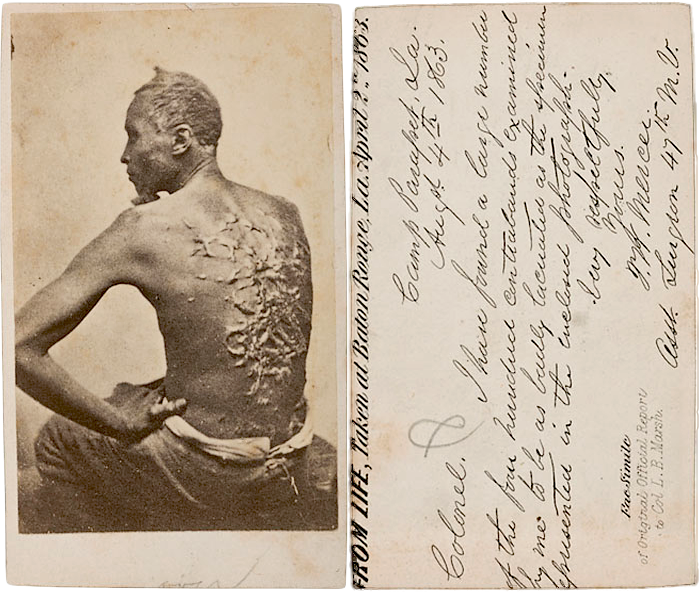
Foto carte de visite do exame médico
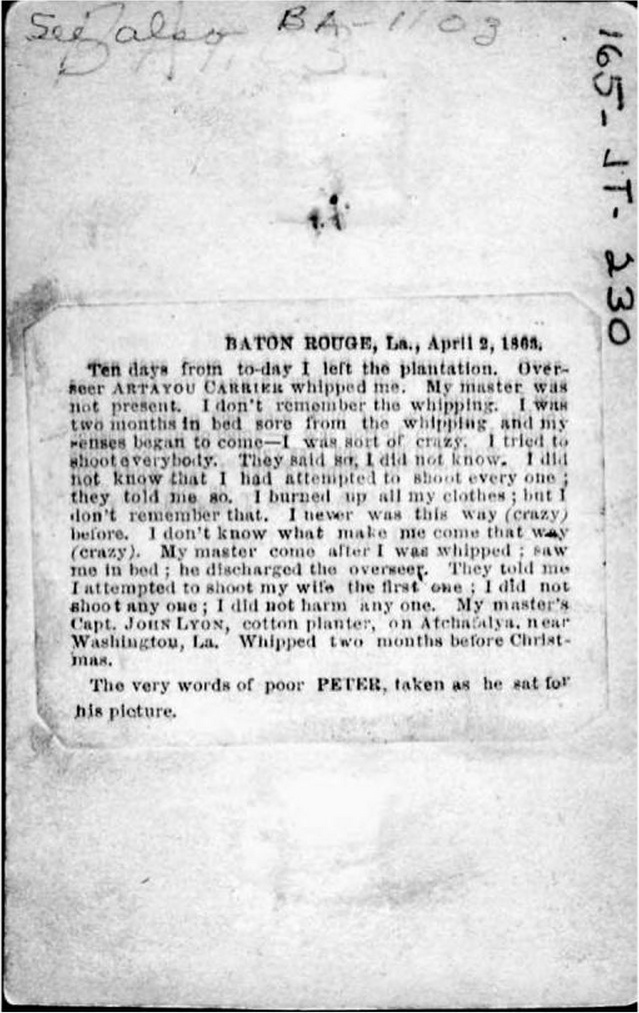
Verso do exame médico
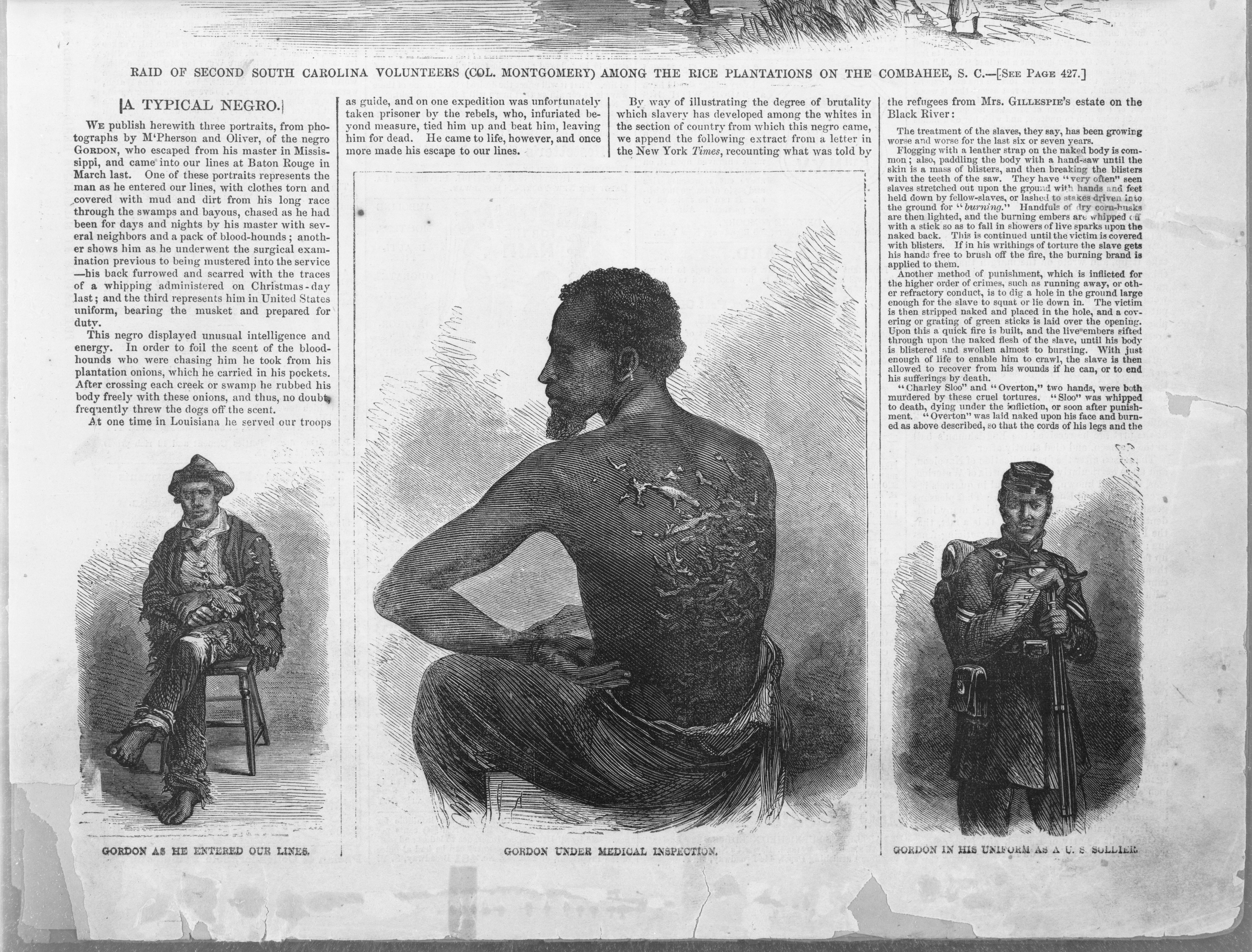
Artigo de 1863 da Harper's Weekly
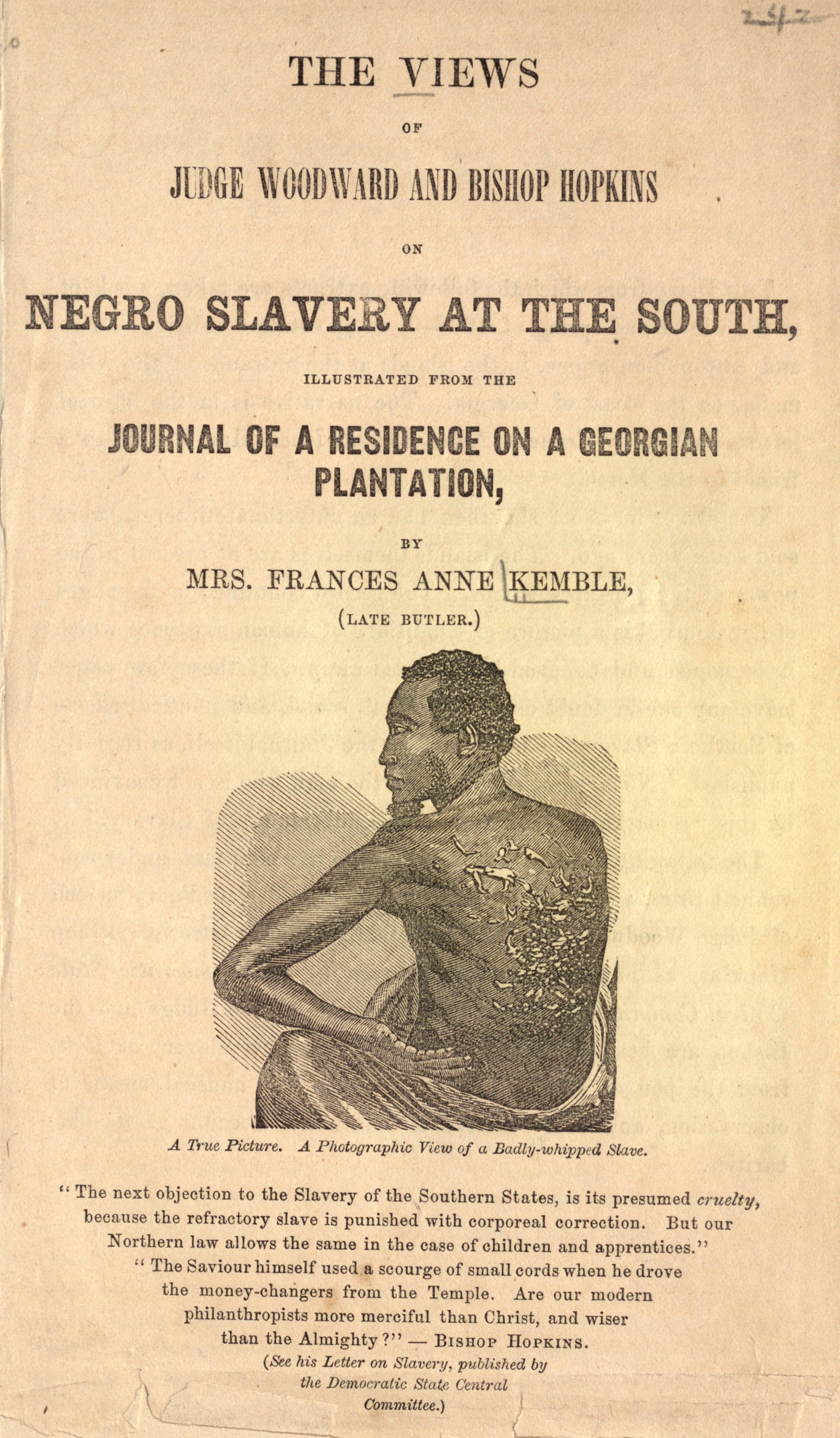
Folha de rosto de um livro antiescravidão de 1863
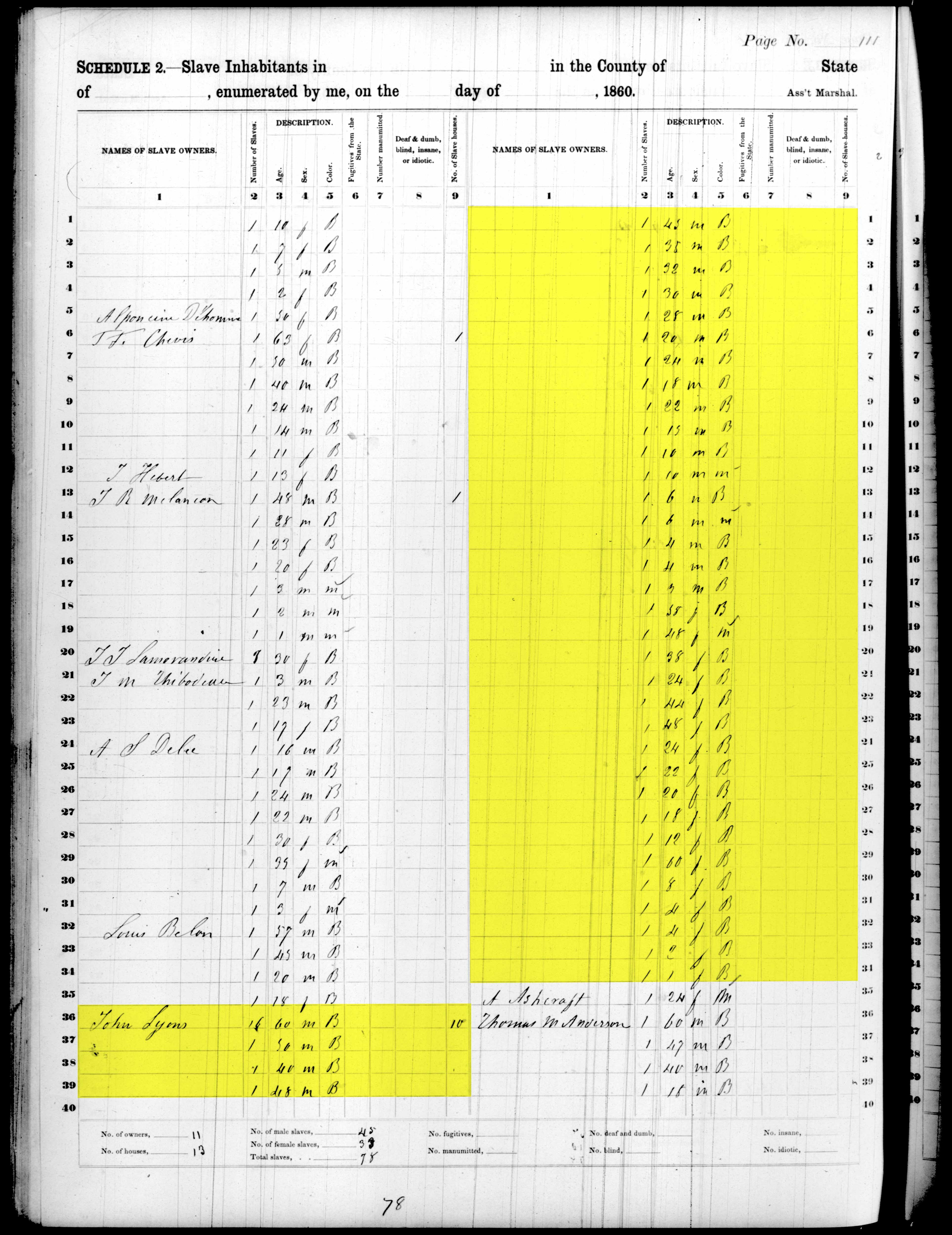
Tabela de escravos de 1860 da propriedade de John Lyons. Gordon é provavelmente um dos escravos adultos listados aqui por idade.